# Ansamicina

Estructura de la geldanamicina, una de les ansamicines

Les ansamicines, en anglès:Ansamycins és una família de metabòlits secundaris que presenten activitat antimicrobiana contra molts bacteris gram positius i alguns de gram negatius i inclou diversos compostos entre ells:estreptovaricines i rifamicines. A més aquests compostos mostren activitat antivírica contra bacteriòfags i poxvirus.

## Estructura
Se'n diuen ansamicines (del llatí: ansa, nansa) per la seva estructura única que comprèn un pont unint un moiètic aromàtic amb una cadena alifàtica.

## Exemples
Les rifamicines són una subclasse de les ansamicines amb molta potència contra l'activitat de micobacteris, per això s'usen contra la tuberculosi, lepra i SIDA en les seves infeccions micobacterials relacionades. S'han aïllat diversos anàlegs d'altres procariotes.